# Správní obvod obce s rozšířenou působností Beroun

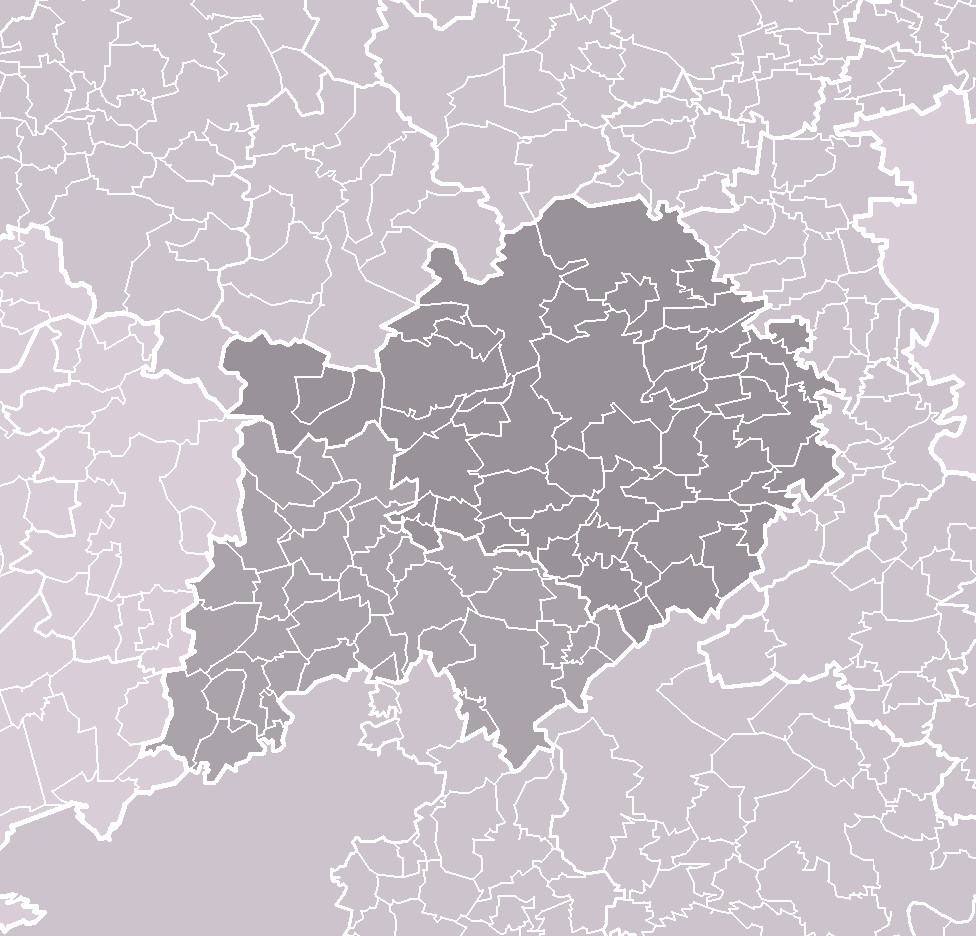
Rozsah správního obvodu ORP Beroun (tmavě) v rámci okresu Beroun s vyznačenými hranicemi obcí

Správní obvod obce s rozšířenou působností Beroun je od 1. ledna 2003 jedním ze dvou správních obvodů rozšířené působnosti obcí v okrese Beroun ve Středočeském kraji. Čítá 48 obcí, z toho 3 města a 2 městyse.
Město Beroun je zároveň obcí s pověřeným obecním úřadem, přičemž oba správní obvody jsou územně totožné.

## Seznam obcí
Poznámka: Města jsou vyznačena tučně, městyse kurzívou, části obcí malince.
- Bavoryně
- Beroun (Beroun-Centrum, Beroun-Hostim, Beroun-Jarov, Beroun-Město, Beroun-Zavadilka, Beroun-Závodí, Beroun-Zdejcina)
- Broumy
- Bubovice
- Bykoš
- Hlásná Třebaň (Hlásná Třebaň, Rovina)
- Hudlice
- Hýskov
- Chodouň
- Chrustenice
- Chyňava (Chyňava, Lhotka u Berouna, Libečov, Malé Přílepy, Podkozí)
- Karlštejn
- Koněprusy (Bítov, Koněprusy)
- Korno
- Králův Dvůr (Karlova Huť, Králův Dvůr, Křižatky, Levín, Počaply, Popovice, Zahořany)
- Kublov
- Liteň (Běleč, Dolní Vlence, Leč, Liteň)
- Loděnice (Jánská, Loděnice)
- Lužce
- Málkov
- Měňany (Měňany, Tobolka)
- Mezouň
- Mořina (Dolní Roblín, Mořina, Trněný Újezd)
- Mořinka
- Nenačovice
- Nesvačily
- Nižbor (Nižbor, Stradonice, Žloukovice)
- Nový Jáchymov
- Otročiněves
- Podbrdy
- Skuhrov (Drahlovice, Hatě, Hodyně, Leč, Skuhrov)
- Srbsko
- Stašov
- Suchomasty (Borek, Suchomasty)
- Svatá
- Svatý Jan pod Skalou (Sedlec, Svatý Jan pod Skalou, Záhrabská)
- Svinaře (Halouny, Lhotka, Svinaře)
- Tetín (Koda, Tetín)
- Tmaň (Lounín, Slavíky, Tmaň)
- Trubín
- Trubská
- Vinařice
- Vráž
- Všeradice
- Vysoký Újezd (Kozolupy, Kuchař, Vysoký Újezd)
- Zadní Třebaň
- Zdice (Černín, Knížkovice, Zdice)
- Železná

## Obyvatelstvo
| Rok  | Obyv.  | ± %     |
| ---- | ------ | ------- |
| 1869 | 36 432 | —       |
| 1880 | 38 550 | +5,8 %  |
| 1890 | 40 959 | +6,2 %  |
| 1900 | 48 028 | +17,3 % |
| 1910 | 52 502 | +9,3 %  |

| Rok  | Obyv.  | ± %    |
| ---- | ------ | ------ |
| 1921 | 52 052 | −0,9 % |
| 1930 | 56 028 | +7,6 % |
| 1950 | 50 812 | −9,3 % |
| 1961 | 52 521 | +3,4 % |
| 1970 | 51 943 | −1,1 % |

| Rok  | Obyv.  | ± %     |
| ---- | ------ | ------- |
| 1980 | 51 395 | −1,1 %  |
| 1991 | 49 187 | −4,3 %  |
| 2001 | 49 145 | −0,1 %  |
| 2011 | 57 228 | +16,4 % |
| 2021 | 67 908 | +18,7 % |